# Крылов, Семён Николаевич
Семён Николаевич Крылов (апрель 1892, Белый — 13 мая 1938, Куйбышев) — российский революционер, участник установления советской власти на Витебщине.

## Биография
Родился в апреле 1892 года в городе Белый Смоленской губернии (теперь Тверской области России) в семье огородника-арендатора.
Учился в церковно-приходской школе и городском училище.
В 1907-1911 годах помощник библиотекаря, библиотекарь в Белом.
Член РСДРП с 1909 года.
В 1911-1913 годах учился в Москве на библиотечных и кооперативных курсах Народного университета А.Шанявского. Работал инструктором в кооперации.
В 1909—1912 годах вел революционную агитационную работу среди рабочих Белого и московского завода «Гужон». В 1913-1914 годах в армии (Псков). Создал в роте революционный кружок. В 1914 заболел тифом и был отправлен домой на поправку.
В 1914-1915 годах работал в кооперации в Белом.
В 1915-1917 служил в армии. Участник первой мировой войны. Дважды арестовывался за революционную деятельность.
После Февральской революции — председатель полкового и дивизионного, заместитель председателя корпусного комитетов. Арестован после июльского восстания 1917 года. Содержался в Двинской крепостной тюрьме (июль - сентябрь 1917 года), после корниловского мятежа переведён на Витебскую гауптвахту. В октябре 1917 года освобождён по требованию гарнизона и оставлен под надзор коменданта. Кооптирован в состав Витебского губкома РСДРП(б).
С 27 октября (9 ноября) 1917 года — военный комендант и начальник гарнизона Витебска, член губисполкома и губвоенкома, в 1918-1919 — председатель Витебского губернского комитета РКП (б). С марта 1919 года — командир бригады, дивизии на Южном фронте. В 1920—1921 годах председатель исполкома Севастопольского городского Совета рабочих и красноармейских депутатов и ВРК (Таврическая губерния). Один из организаторов Красного террора в Крыму.
В 1921—1923 годах в Витебске — заместитель председателя, председатель Витебского губисполкома.
В марте - июле 1923 - военный комиссар 2-го армейского корпуса.
С июля 1923 по 24 июля 1924 — председатель Рязанского губисполкома.
В 1924-1925 годах - секретарь комиссии СНК РСФСР по борьбе с неурожаями.
В 1925-1926 годах - член коллегии Наркомата торговли СССР.
В 1926-1927 годах учился на курсах марксизма при Коммунистической академии.
В 1927-1928 годах - заместитель заведующего АПО ЦК ВКП(б).
В 1928-1929 годах учился в Институте красной профессуры истории.
В 1929-1930 годах - ответственный инструктор, заведующий Отделом по работе в деревне Нижневолжского крайкома.
В 1930 году - заведующим деревенским отделом газеты "Правда" (Москва). Снят с должности в ноябре 1930 года за статью "Создадим объединения бедноты", в которой увидели протаскивание троцкистской идеологии.
В январе - марте 1931 года - заведующий сектором снабжения Центрального рабочего кооператива в Пензе.
В 1931-1933 годах - заместитель председателя Средневолжского крайплана.
В 1933-1934 годах - председатель Средневолжского крайплана.
В 1934 году - уполномоченный Наркомата местной промышленности РСФСР по Средневолжскому краю.
В 1934-1935 годах - начальник Средневолжского краевого управления местной промышленности.
В 1935 году исключён из ВКП(б) "как неразоружившийся". В том же году восстановлен в партии.
В 1935-1937 годах директор Верхнемокшанского лесопромышленного хозяйства (Куйбышевская область (край)).
В период большого террора, 19 марта 1937 года был исключён из ВКП(б) за выдачу премий руководителям партийных и советских органов. 17 мая 1937 года по этому поводу было принято постановление Куйбышевского обкома. 20 июня 1937 года 1-й секретарь Куйбышевского обкома Павел Постышев направил наркому внутренних дел СССР и председателю Комиссии партийного контроля Николаю Ежову докладную записку с предложением арестовать С.Крылова как правого уклониста и контрреволюционера-вредителя. Арестован в Москве 3 июля 1937 года.
28 марта 1938 года Политбюро ЦК ВКП(б) санкционировало применение в отношении С.Крылова смертной казни. 13 мая 1938 года он был приговорён к смертной казни на выездной сессии Военной коллегии Верховного суда СССР в Куйбышеве.
Казнён в тот же день.
Реабилитирован 9 октября 1957 года определением военной коллегии Верховного суда СССР.

## Память
Именем комиссара С. Н. Крылова в Витебске названа бывшая Успенская улица.